# Сломянка (Монецький повіт)
Сломянка (пол. Słomianka) — село в Польщі, у гміні Ясьонувка Монецького повіту Підляського воєводства.
Населення — 264 особи (2011).
У 1975—1998 роках село належало до Білостоцького воєводства.

## Демографія
Демографічна структура станом на 31 березня 2011 року:
|          | Загалом | Допрацездатний вік | Працездатний вік | Постпрацездатний вік |
| -------- | ------- | ------------------ | ---------------- | -------------------- |
| Чоловіки | 130     | 15                 | 91               | 24                   |
| Жінки    | 134     | 26                 | 60               | 48                   |
| Разом    | 264     | 41                 | 151              | 72                   |